# Lino Aldani
Lino Aldani (29 de marzo de 1926-31 de enero de 2009) fue un escritor italiano.

## Biografía
Nació en San Cipriano Po donde vivió hasta 1968. Trabajó en Roma como profesor de matemáticas y luego regresa a San Cipriano Po.
Publicó historias de ciencia ficción a partir de los años sesenta (su primer cuento publicado fue "¿Dove sono i vostri Kumar?", en 1960) y su primera novela, Quando le radici, en 1977.
En 1962, escribió el primer ensayo crítico italiano sobre ciencia ficción, La fantascienza. En 1963 Aldani fundó la revista SF Futuro con Massimo Lo Jacono; la revista duró ocho números.
Sus obras han sido traducidas a varios idiomas. Murió en Pavía el 31 de enero de 2009.